# Ланента (гміна)
Гміна Ланента (пол. Gmina Łanięta) — сільська гміна у центральній Польщі. Належить до Кутновського повіту Лодзинського воєводства.
Станом на 31 грудня 2011 у гміні проживало 2567 осіб.

## Площа
Згідно з даними за 2007 рік площа гміни становила 54.76 км², у тому числі:
- орні землі: 89.00%
- ліси: 5.00%

Таким чином, площа гміни становить 6.18% площі повіту.

## Населення
Станом на 31 грудня 2011:
| Опис     | Загалом | Загалом | Чоловіки | Чоловіки | Жінки | Жінки |
| -------- | ------- | ------- | -------- | -------- | ----- | ----- |
| одиниця  | осіб    | %       | осіб     | %        | осіб  | %     |
| все      | 2567    | 100     | 1317     | 51.31    | 1250  | 48.69 |
| міське   | 0       | 100     | 0        |          | 0     |       |
| сільське | 2567    | 100     | 1317     | 51.31    | 1250  | 48.69 |

## Сусідні гміни
Гміна Ланента межує з такими гмінами: Ґостинін, Кутно, Любень-Куявський, Нові Острови, Стшельце.